# Joseph Gerhard Zuccarini

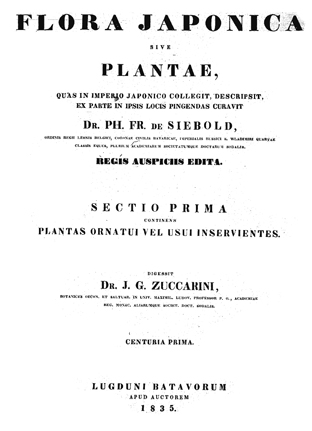
Joseph Gerhard Zuccarini, Flora japonica

Joseph Gerhard Zuccarini (Monaco di Baviera, 10 agosto 1797 – Monaco di Baviera, 18 febbraio 1848) è stato un botanico tedesco.

## Biografia
Professore di Botanica all'Università di Monaco di Baviera, lavorò principalmente con un altro botanico tedesco, Philipp Franz von Siebold, assistendolo nella rielaborazione dei suoi studi compiuti in Giappone (nel 1835 pubblicò un libro dal titolo Flora japonica, sive plantae quas in imperio japonico), ma studiò piante scoperte anche in altre aree della Terra, come per esempio il Messico.
Nel sistema di nomenclatura binomiale, Zuccarini viene spesso abbreviato in "Zucc.".